# Actio Hungarica
Az Actio Hungarica egy magyarországi madárgyűrűzési, illetve madárvonulás-kutatási program, illetve az abban részt vevő gyűrűzőállomások hálózatának összefoglaló neve. Előfordul Actio Hungaria, Akció Hungaria, illetve Akció Hungária néven említve is, illetve használatos rövidítve, AH formában is. A program 1974-ben indult, előzményei 1971-ig nyúlnak vissza; a benne részt vevő gyűrűzőállomások jelentős része azóta is folyamatosan működik, de magának az elnevezésnek a használata kissé visszaszorult.

## Jellemzői
Az Actio Hungarica program részeként működő gyűrűzőtáborok és gyűrűzőállomások működtetésénél azok szervezői arra törekszernek, hogy évről évre nagyjából azonos időtartamban és állandó hálóállásokkal végezzék az adott területen élő és az ott átvonuló madarak gyűrűzését, miután így a madarak befogása és egyedi jelölése nemcsak a vonuláskutatáshoz kínál eszközt, de lehetőséget nyújt más, elsősorban populációadinamikai kutatásokra is.
Azon felül, hogy a madárbefogást célzó eszközök évről évre nagyjából azonos időtartamban és azonos pontokon vannak kihelyezve, a befogott madarakról is azonos elvek szerint veszik fel a főbb biometriai adataikat. A legalapvetőbb, objektíven mérhető adatok (szárnyhossz csukott állapotban, farokhossz, testsúly) mellett rögzítik minden példány korát és ivarát (amennyiben, és amilyen mértékben ez az adott faj esetében meghatározható), a szárnyformuláját (magyarosabb kifejezéssel szárnyképletét, vagyis a kézevezőtollaknak a leghosszabb kézevezőhöz viszonyított sorrendjét és méretkülönbségeiket), a leghosszabb kéz- és karevezőtollak hosszának különbségét, a szinte minden madárnál meglehetősen rövid első kézevező hosszát a fedőtollakhoz képest, valamint a hasi oldalon a tollak felfújásával látható zsírmennyiség alapján megbecsülik a példány testi kondícióját.
Esetenként feljegyezhetnek további méreteket is (pl. csőrhossz, csüdhossz, lábról levehető speciális méretek, farok villássága, vagyis a leghosszabb és legrövidebb faroktollak méretkülönbsége, stb.), ilyenre elsősorban olyankor szokott sor kerülni, amikor valamely fajok között az adott testrész mérete elkülönítő bélyeg. Az evezőtollait vedlő példányok kézre kerülése esetén általában fel szokták jegyezni a vedlés állapotát is.
Mindezen biometriai adatok rögzítésére speciális füzetek szolgálnak, melyek minden oldalpárjára azonos rácsozatot nyomtattak, ebben függőlegesen a felveendő adatok oszlopai szerepelnek, a vízszintes sorokba pedig az egyes példányok adatait kell beírni. A füzet táblázata a szükséges adatok oszlopai mellett tartalék oszlopokat is tartalmaz, illetve a lapszélen is van még szabad hely, így nemcsak azt lehet feljegyezni, hogy hány órai hálóellenőrzéskor került kézre a madár, de azt is, hogy melyik hálóállás hányas számú hálója fogta, sőt még azt is, hogy melyik irányból – több AH-táborban, elsősorban madárvonulás idején még ezt az adatot is nyilvántartják.

## Előzményei
Magyarországon a világon harmadikként kezdték a madarak életét és vonulását a madárgyűrűzés módszerével kutatni (Dánia és Németország után), 1908-ban, de a gyűrűzési tevékenység több mint fél évszázadon át különösebb összehangoltság nélkül folyt. Ezekben az évtizedekben a madárbefogásnak a hívómadarak segítségével végzett módszerei voltak a legnépszerűbbek, illetve sokan előszeretettel gyűrűzték telepesen fészkelő madarak (pl. dankasirályok) fiókáit is. Ezekkel a módszerekkel bizonyos fajokat nagy mennyiségben lehetett megjelölni, azzal a céllal, hogy a gyűrűzött egyedek a későbbiekben, megkerülésük révén adatokat szolgáltassanak az adott faj vonulási szokásaihoz, más célokra (például az állományok változásainak nyomon követésére) viszont az így nyert adatok nemigen voltak alkalmasak, egyes fajokról, fajcsoportokról pedig aránytalanul kevés értékelhető gyűrűzési adat keletkezett.
Somogyi Péter akkor fiatal magyar ornitológusként 1971-ben járt Lengyelországban, ahol akkor már szerveztek olyan gyűrűzőtáborokat, amelyek évről évre azonos időtartamban, állandó hálóállásokkal működtek, és a gyűrűzés mellett meghatározott szempontok szerinti biometriai adatfelvételezést is végeztek. Ez a program a Balti Akció (Actio Baltica) nevet viselte, vezetője pedig Roman B. Hołyński lengyel ornitológus volt. Hazatérése után Somogyi lelkesen adott hírt ornitológus barátai számára az odakint tapasztaltakról, és felvetette, hogy idehaza is kellene szervezni hasonló gyűrűzőtáborokat. A következő évben két újabb magyar madarász, Szentendrey Géza és Gábor György utazott ki a Balti Akció táboraiba, hogy tanulmányozzák az ottani kutatási módszereket és benyomásokat szerezzenek arról, hogyan lehet egy ilyen gyűrűzőprogramot működtetni. A későbbiekben számos más hazai madarász is részt vett ilyen lengyel táborokban.

## Története
Az első lengyelországi tapasztalatok birtokában Szentendrey Géza, Gábor György és Kállay György már 1972-ben nekiláttak a program kidolgozásának. 1972-73-ban a kezdeményezők a Pilisi Parkerdőgazdaság segítségével több kísérleti tábort szerveztek a Visegrádi-hegység különböző pontjain (többek között a Janda Vilmos-kulcsosháznál, a Jenő-kunyhónál és az Esztergom melletti Búbánat-völgyben), Roman Hołyński szakmai irányításával.
Ezeknek a kezdeti, kísérleti táboroknak nemcsak abban mutatkozott meg a jelentőségük, hogy megalapozták az 1974-től ténylegesen megindított Actio Hungarica-programot, illetve kineveltek olyan, akkor még tízes, legfeljebb húszas éveikben járó fiatal madarászokat, akik később maguk is AH-táborok szervezői, vezetői lettek (például Csörgő Tibor, Gyurácz József, Lőrincz István, Bartha Zoltán), de a résztvevők körében érlelődött meg a Magyar Madártani és Természetvédelmi Egyesület) alapításának gondolata is.
Az első valódi AH-tábort 1974-ben, megalakulásának évében szervezte meg az egyesület, továbbra is a Pilisi Parkerdőgazdaság munkatársainak segítségével, a Kisoroszihoz tartozó Martuska-szigeten; a gyűrűzéshez akkor még a Hołyński által biztosított lengyel hálókat és lengyel füzeteket használták. [Abban az évben egyébként már Európa tíz országában követték a Balti Akció példáját.] A táborok ebben az időszakban még pentádok szerint működtek, tehát öt-öt napos tábori egységekre lehetett jelentkezni, és ami ennél fontosabb, hogy az eredményeket is ötnapos összesítésékkel tartották nyilván. A legelső években a tavaszi és őszi táborok is csak 4-5 pentádos időtartamúak voltak, de több helyszínen már 1976-tól 8-10 pentádosra duzzadtak.
1975-től Kisoroszi után újabb helyszínen indultak meg ugyanilyen táborok: a Kiskunságban Fülöpházán, a Kondor-tó szigetén kialakított gyűrűzőállomáson (1976-1989), a Hortobágyon, Dinnyés határában a Velencei-tónál, a hansági Fehértó község határában (1977-2001), később a Regöly határában található Pacsmagi-tórendszernél, 1981-től a Sumonyi Madárvonulás-kutató Állomás és másutt is. Az újabb és újabb táborok szervezésével, azokkal párhuzamosan és jellemzően azoktól korántsem függetlenül formálódtak a Madártani Egyesület helyi csoportjai, és idővel a helyi csoportok egyre nagyobb szerepet kaptak a területükön működő AH-táborok szervezésében is.
Az egyesület budapesti, 1. számú helyi csoportja által szervezett „központi” AH-tábor helye az 1980-as évek derekán Kisorosziból a budakeszi Bodzás-árokba került át, majd 1987-ben a tavaszi és az őszi központi AH-tábor is Pilisvörösvárott, a Garancs lábánál (közigazgatásilag valójában Csobánka területén) zajlott. AH-minősítést kapott a főváros térségében az 1983-tól működő, formálisan a 3. számú óbudai helyi csoport által szervezett ócsai gyűrűzőtábor is.
Jelentősebb, hosszú éveken keresztül működött AH-rendszerű gyűrűzőtáborok és -állomások voltak még: Csanytelek, Csaj-tó (1983–1987), Fenékpuszta (1986– ), Szalonna (1986– ), Szegedi Fehér-tó (1988– ), Dinnyés–Elza-major (1989– ), Barabás (1992– ), Izsák, Kolon-tó (1998– ), Tömörd (1998– ). 
Mivel az 1980-as évek dereka óta a hazai madárgyűrűzők döntő többsége ilyen Actio Hungarica-program szerint működő gyűrűzőtáborokban nevelkedett, egyre többen követik egyéni gyűrűzéseik során is a program alapelveit, különösen igaz ez azokra, akik szakmai publikációkhoz is fel tudják, illetve fel kívánják használni az évről évre azonos elvek és szempontok szerint gyűjtött gyűrűzési adatsoraikat.